# ルーテ

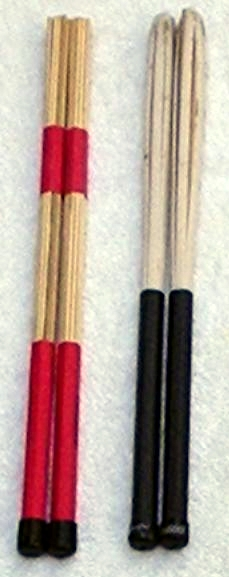
籐製のルーテ・ドラムスティック

ルーテ（Rute）とは、柔らかい鞭の形をした楽器（打楽器）のことである。日本語に「むち」と訳されることが多いが、むちには別の楽器もあるので注意を要する。
- 独：Rute
- 英：switch, twig brush
- 仏：verge
- 伊：verga

柔らかい1本の棒、もしくは細い棒や細い枝を束ねたものを、2個用意して打ち合わせる。または、1個で大太鼓のヘッド（皮）やリム（枠）を叩いて音を出す。

## 主な使用楽曲
- グスタフ・マーラー：交響曲第2番《復活》、第3番、第6番《悲劇的》、第7番《夜の歌》
- ルロイ・アンダーソン：そりすべり